# Villacañas
Villacañas ist eine Kleinstadt und eine zentralspanische Gemeinde (municipio) mit 9.489 Einwohnern (Stand: 2024) in der Provinz Toledo und der Region Kastilien-La Mancha.

## Lage
Villacañas grenzt im Norden an Lillo (11 km entfernt), im Nordosten an Corral de Almaguer (20 km entfernt), im Osten an La Villa de Don Fadrique (10 km entfernt), im Südosten an Quero (15 km entfernt), im Süden an Villafranca de los Caballeros (22 km entfernt), im Südwesten an Madridejos (24 km entfernt), im Westen an Tembleque (16 km entfernt) und im Nordwesten an Tembleque und El Romeral (12 km entfernt), alles Gemeinden von Toledo. Sie liegt 64 km von der Provinzhauptstadt Toledo, 28 km von Alcázar de San Juan und 93 km von Madrid entfernt.

## Bevölkerungsentwicklung
| Jahr      | 1857  | 1900  | 1950   | 2001  | 2020  |
| Einwohner | 3.375 | 6.223 | 10.894 | 9.805 | 9.489 |

Trotz der zunehmenden Mechanisierung der Landwirtschaft und der Aufgabe bäuerlicher Kleinbetriebe ist die Bevölkerung – hauptsächlich durch Zuwanderung – im 20. Jahrhundert leicht angestiegen.

## Geschichte
Ihre moderne Geschichte ist mit dem Johanniterorden verbunden, da Villacañas eine der vierzehn Städte war, die das Priorat des Heiligen Johannes mit Sitz in Consuegra bildeten. Im Jahr 1230 erscheint sie als Siedlung und wird im Jahr 1557 eine Gemeinde, in dem sie sich aus der feudalen Verbindung mit dem Johanniterorden löste und den Titel einer Villa erhielt.